# Compétition internationale de récitation du Coran
La Compétition internationale de récitation du Coran, ou Tilawah Al-Quran, est un événement islamique annuel qui a lieu chaque année en Malaisie depuis 1961. Il possède une section féminine depuis 1964. 

## Histoire
La Compétition internationale de récitation du Coran a été fondée par le premier ministre Tunku Abdul Rahman (1903-1990). La première a eu lieu le 9 mars 1961 au Stadium Merdeka de Kuala Lumpur. Les premiers pays participants étaient le Brunei, la Thaïlande, les Philippines, l'Indonésie, Singapour, le Sarawak et la fédération de Malaisie.
Progressivement ouverte à d'autres pays musulmans (Égypte, Irak, Iran, Libye, etc.) la compétition a été déplacée en 1985 au Putra World Trade Centre (PWTC).